# Filippo Tarchiani

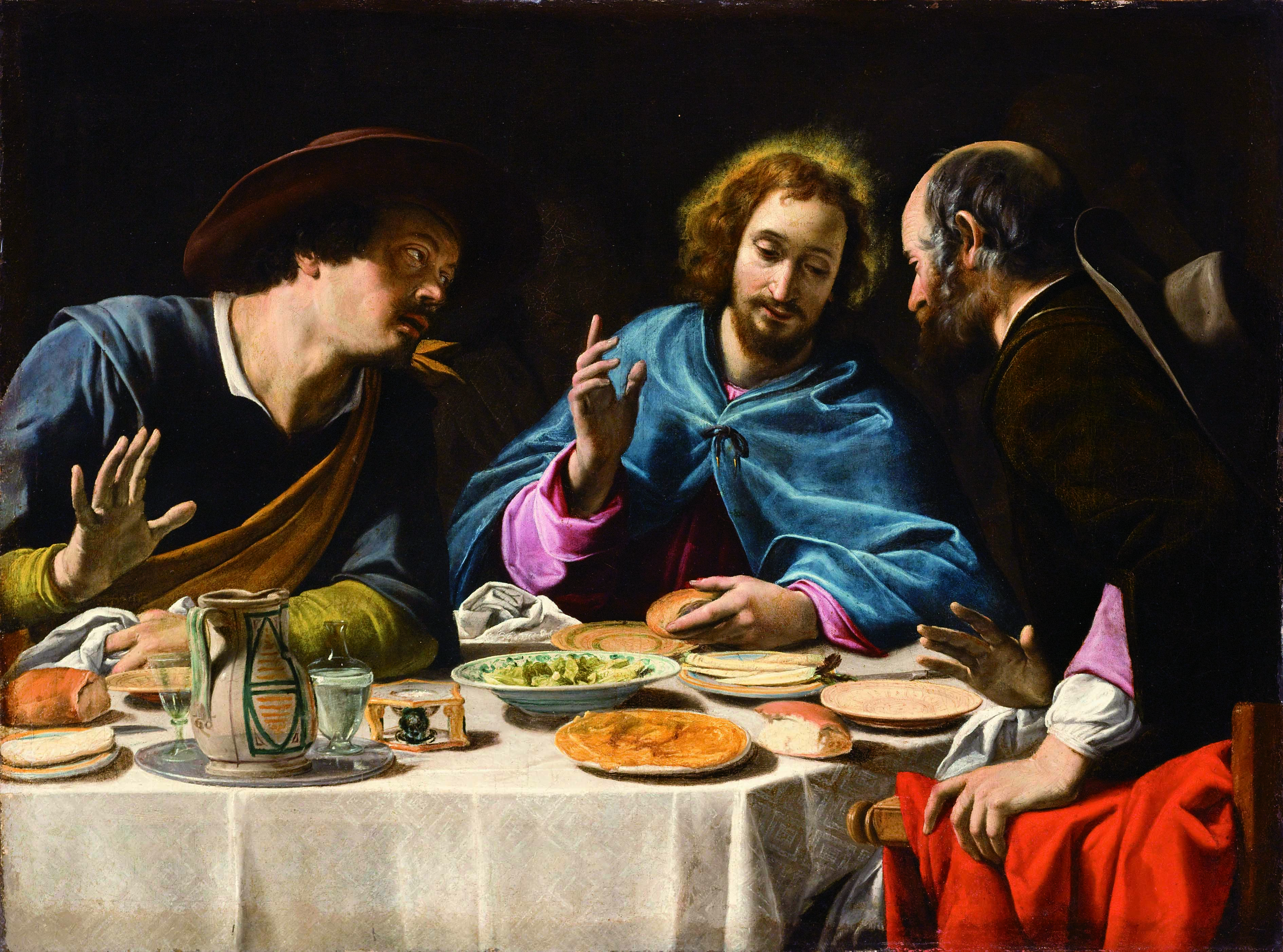
La cena di Emmaus, Los Angeles County Museum

Filippo Tarchiani (Firenze, 1576 – Firenze, 1645) è stato un pittore italiano, attivo soprattutto in Toscana.

## Biografia
Originario della zona collinare di Castello nei dintorni di Firenze, attraverso vari soggiorni romani fu allievo di Agostino Ciampelli, Andrea Commodi, Anastasio Fontebuoni, Orazio Gentileschi.
Tra le sue opere hanno carattere drammatico la Pietà al Museo Capitolare di Pistoia e il Martirio di santo Stefano nella Chiesa dedicata al Santo in Capraia. Inoltre sono da ricordare: San Domenico in penitenza e la Madonna che porge la veste monacale ad una novizia, presso la Sala di Berenice della Galleria Palatina di Firenze
La Cena di Emmaus (County Museum, Los Angeles) del 1625 circa si rifà a modelli evidentemente caravaggeschi.
Sempre del primo ventennio del Seicento è l'Assunzione della Vergine nella pieve di Santa Maria Assunta a Lizzano (Pistoia), dove l'accentuazione chiaroscurale e l'incidenza delle luci riportano sempre al modello caravaggesco: Tarchiani fa parte di quei maestri che a partire dagli anni venti del Seicento (fino all'affermazione del Barocco) trassero dal caravaggismo la lezione del "naturale", nobilitandola sulla tradizione del disegno fiorentino.
Affreschi commissionati dalla famiglia medicea lo portano poi a lavorare presso Poggio Imperiale e Palazzo Pitti a Firenze.
Nell'ultimo periodo di atticità fu influenzato dallo stile di Matteo Rosselli, con una pittura più ricca di particolari. Sono da ricordare ancora la Gara di Apollo e Pan (Reggio Emilia, Civici Musei, Galleria Parmeggiani) il cui tema è tratto dalle Metamorfosi di Ovidio e dove è tipica di Tarchiani la scelta della luce radente e di tipo teatrale: "essa si incaglia sul torso di Apollo, filtra tra le dita fino a toccarne il polso, arrotonda la spalla e costruisce la clavicola di Tmolo, accende il palmo della mano di Mida, seziona il braccio del giovane satiro, si riverbera sulla vegetazione." (Pizzorusso, 1986).
Altre opere: 
- Re David e Santa Cecilia, Badia Fiorentina (Firenze)
- Angelo custode, chiesa dei Santi Vito e Modesto (Firenze)
- Altre opere nella villa del Poggio Imperiale (Firenze)
- Madonna col Bambino tra gli angeli e i santi Pietro, Antonio Abate, Francesco e Zeno di Verona, villa Lisi di Firenze